# Tekken 2
Tekken 2 est un jeu vidéo de combat développé par Namco, initialement sorti en 1995 sur borne d’arcade, puis adapté sur PlayStation et commercialisé en 1996. Il s’agit du deuxième épisode de la série Tekken, après le premier opus. La version originale d'arcade est commercialisée dans le mode Histoire du jeu Tekken 5 sur PlayStation 2, en 2007 sur PlayStation 3 et PlayStation Portable via le PlayStation Store, et en 2009 sur Zeebo via ZeeboNet.

## Système de jeu
Tekken 2 reprend les mêmes bases posées par son prédécesseur, Tekken. Il fait usage de décors en 2D lors de ses stages, d'un champ de jeu infini, et d'un système de quatre boutons : coup pied droit (X), coup de pied gauche (O), coup de poing droit (∆), et coup de poing gauche (□). De nouvelles contre-attaques sont disponibles dans cet opus. Le jeu inclut également de nouveaux modes qui seront automatiquement inclus dans ces successeurs comme le mode Survival (survie), Team Battle (combat en équipe) et Time Attack (contre-la-montre). Le mode Survival amène le joueur dans de nombreux combats pour voir quel nombre de personnages il peut vaincre avant d'être à son tour vaincu. Également, la barre de santé, si diminuée durant un combat, le restera durant le match suivant. Le mode Team Battle est un mode à deux joueurs dans lequel plus de huit personnages peuvent être sélectionnés. Comme pour le mode Survival, la barre de santé reste la même durant tous les combats, mais le joueur regagne un peu en santé. Time Attack est similaire au mode d'arcade.

## Scénario
Après la victoire contre son père Heihachi Mishima lors du premier tournoi, Kazuya Mishima prit le contrôle de la Mishima Zaibatsu. Son règne à la tête de l'empire financier fut plus brutal que son père, en partie à cause de la corruption et la drogue. Deux ans plus tard, Heihachi, qui survécut de sa chute du ravin, revint pour se venger de Kazuya et reprendre le contrôle de la Mishima Zaibatsu. Kazuya organisa donc le deuxième tournoi du King of Iron Fist pour se débarrasser de ses ennemis et prendre possession du pendentif de Michelle Chang, qui avait un lien avec la disparition des maîtres en arts martiaux, le troisième opus y fera d'ailleurs référence. À la fin du tournoi, le combat final opposa de nouveau Kazuya à Heihachi. Heihachi fut vainqueur et put accomplir sa vengeance en jetant Kazuya dans un volcan. Il remporta donc le tournoi et récupéra la Mishima Zaibatsu.

## Personnages
Tekken 2 présente un total d'une vingtaine de personnages jouables. Bien que deux ans se soient écoulés au niveau du scénario, le manuel de Tekken 2 indique le même âge pour les personnages que dans le premier épisode.
Le jeu propose 16 personnages jouables disponibles depuis le premier opus :  Anna Williams, Armor King, Ganryu, Heihachi Mishima, Kazuya Mishima, King, Kuma, Kunimitsu, Lee Chaolan, Marshall Law, Michelle Chang, Nina Williams, P. Jack, Paul Phoenix, Wang Jinrei, et Yoshimitsu. En plus de ces personnages, le jeu en intronise 8 nouveaux : Baek Doo San, un pratiquant de tae kwon do participant au tournoi pour défier Marshall Law, Bruce Irvin, un kickboxeur muay thai souffrant d'amnésie et désormais garde du corps de Kazuya, Lei Wulong, un pratiquant d'art martiaux originaire de Hong Kong envoyé pour appréhender Kazuya, Jack-2, un nouveau modèle de Jack remplaçant l'ancien devenu obsolète envoyé pour combattre P. Jack, Jun Kazama, une artiste martiale et militante pour les droits des animaux envoyée pour appréhender Kazuya, Roger et Alex, un duo formé par un kangourou et un dromaeosauridae respectivement, et Angel, une entité mystérieuse connectée à Kazuya, et également boss de fin.

## Développement
Au niveau du système de jeu, Tekken 2 reprend les mêmes bases posées par son prédécesseur, Tekken, et la borne d'arcade fonctionne sur le System 11 de Namco. À sa sortie, Tekken 2 connait un énorme succès, et la société Namco s’impose ainsi à la fois sur le marché des consoles et celui de l’arcade. En plus du très bon accueil de la part de la presse spécialisée, le jeu est classé à la première place des jeux d’arcade aux États-Unis durant 24 semaines[réf. nécessaire], et recense un total de 5,74 millions d’exemplaires vendus dans le monde sur PlayStation en 2014.
Certaines versions sur borne d’arcade disposent de Baek Doo San à la place de Jun Kazama parmi les dix personnages disponibles dès le début. Dans ces versions, Jun est un boss qui ne peut être combattu qu’en incarnant Marshall Law. Il semble que Jun ne puisse pas être sélectionnée, l’écran affichant « Now 22 characters are selectable! » (« 22 personnages sont désormais disponibles ! ») au cours des démonstrations. Ceci n’apparaît pas dans la version Arcade disponible dans Tekken 5, puisque Jun Kazama peut bel et bien être sélectionnée même si les réglages déterminent Baek comme personnage de base disponible. Jun Kazama dispose d'ailleurs d’un enchaînement précis de coups qui, exécuté correctement en boucle, lui permet d’effectuer un combo infini. Un mode Théâtre permettant de voir les cinématiques était vraisemblablement disponible dans la version japonaise originale, via une manipulation secrète, mais pas dans les versions occidentales.
Les musiques du jeu sont également entièrement retravaillées, la version console offrant le choix entre les remixes PlayStation et les versions originales d'arcade. Dans Tekken 2, elles sont d'ailleurs composées par Yoshie Arakawa et Yoshie Takayanagi. Lorsque le disque de jeu est inséré dans un lecteur de CD audio, une piste audio est lancée.
Tekken 2 est proposé en téléchargement payant sur PlayStation Portable, et PlayStation 3, en 2006 et 2007 respectivement, sans mode multijoueur. En 2014 sort un film intitulé Tekken 2: Kazuya’s Revenge, il n'a toutefois aucun rapport avec le jeu.

## Accueil
Tekken 2 est le jeu le mieux vendu au Royaume-Uni. Il est également bien accueilli par l'ensemble de la presse spécialisée avec une moyenne générale de 92,5 % cumulée sur GameRankings. GameSpot, qui attribue au jeu un 9,2 sur 10, prône les graphismes et le mouvement fluide des personnages. IGN, qui attribue au jeu une note de 9 sur 10, prône également les graphismes, tout comme Marcus qui souligne en 2014 qu'ils sont aussi beaux que dans la version arcade ; le mode multijoueur est également un autre de ses points forts selon lui. AllGame attribue une note de 4 sur 5 ; Game Revolution attribue une note similaire.
Electronic Gaming Monthly récompense le jeu dans la catégorie « Meilleur jeu d'arcade » en 1995. En 1996, le magazine Next Generation le classe 22e des meilleurs jeux de tous les temps. En 1997, PSM classe la version PlayStation de Tekken 2 troisième des « 25 meilleurs jeux PlayStation de tous les temps ». Tekken 2 est classé 59e par Game Informer dans son Top 100 des meilleurs jeux en 2001.